# جایی در ویکنتاپورام
جایی در ویکنتاپورام (به تامیلی: Ala Vaikunthapurramuloo) فیلمی محصول سال ۲۰۲۰ و به کارگردانی تریویکرام سرینیواس است. در این فیلم بازیگرانی همچون آلو آرجون، پوجا هگده، تابو، جایارام، سوشانت، نیوتا پتوراج، ساموتیراکانی، ناودیپ، مورالی شارما و راجندرا پراساد ایفای نقش کرده‌اند.